# Apophua subfusca
Apophua subfusca là một loài tò vò trong họ Ichneumonidae.